# Manteo clerical

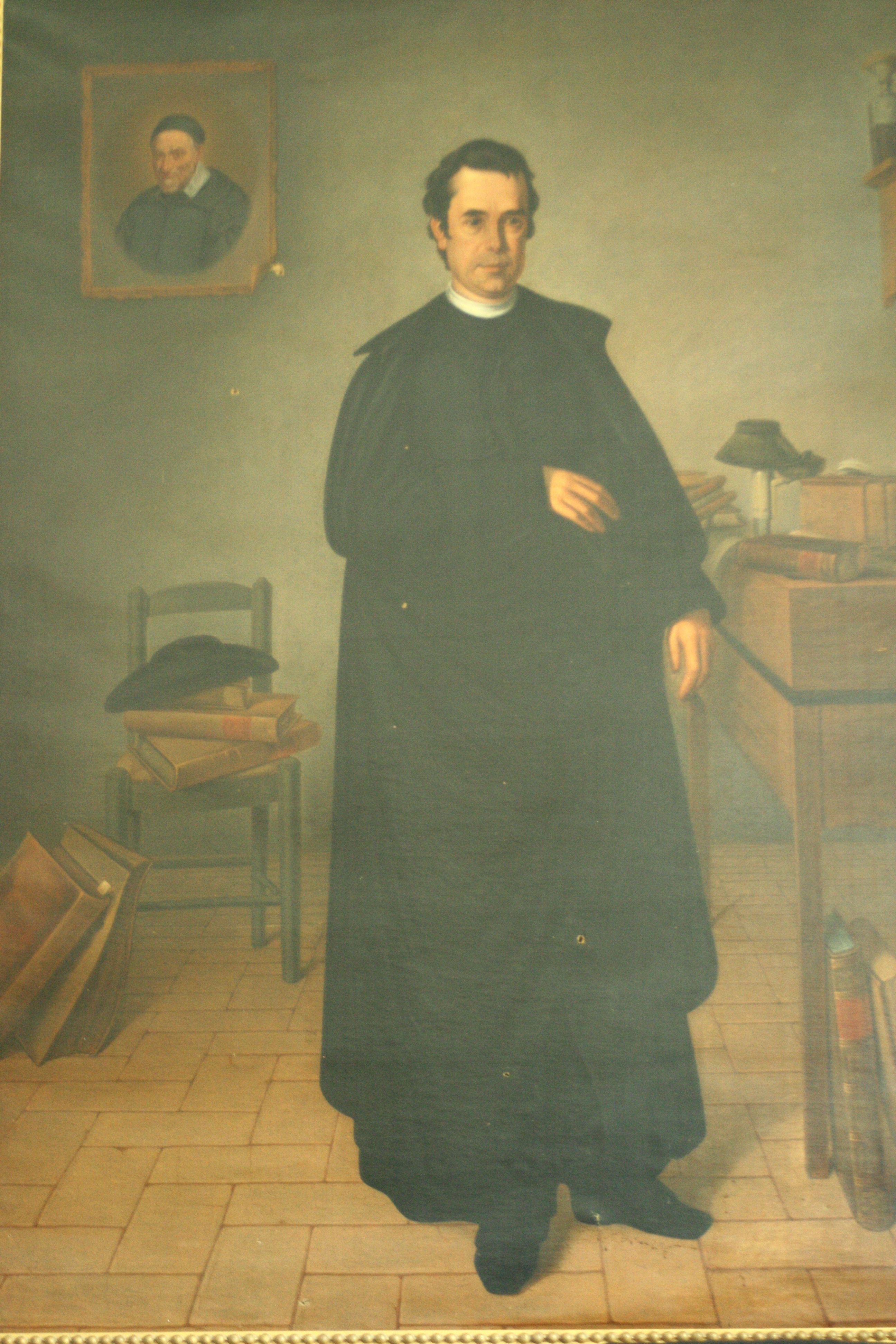
Sacerdote español con manteo sobre la sotana (sobre una silla puede verse también el complementario sombrero de teja.

Manteo clerical denomina diversos modelos de capa usados por los eclesiásticos católicos. También se llama manteo (del latín, «mantellum», manto) a la prenda tradicional vestida por letrados y estudiantes desde el siglo XVI.

## Tipología y uso
Usado como sobretodo de abrigo y más tarde con cierto carácter ceremonial, el manteo clerical parece tener su origen en el largo capote con cuello estrecho y alzado, usado por los estudiantes sobre el resto de la vestimenta: una prenda de grueso paño sin esclavina que se ataba al cuello mediante cordones que pendían de un cintillo y que, en ocasiones, se adornaba en su parte inferior por una franja de paño. 
En el caso concreto del seminarista o estudiante eclesiástico, formaba parte del uniforme estudiantil (los llamados "hábitos", hasta su abolición en el siglo XIX). compuesto básicamente por la loba (especie de sotana), el bonete o tricornio y el manteo clerical. 
Los que debido al uso del manteo llegarían a conocerse como "manteístas" han quedado reflejados en una abundante iconografía que suele representarles con el manteo enrollado a su cuerpo, cruzando una de sus puntas por encima del hombro. Siguió usándose por el clero como parte del traje talar de calle, en lugar del ferraiolo de origen romano. Incluido todavía en la vestimenta clerical, ha quedado reservado para ocasiones de etiqueta.

## En la época de los Austrias

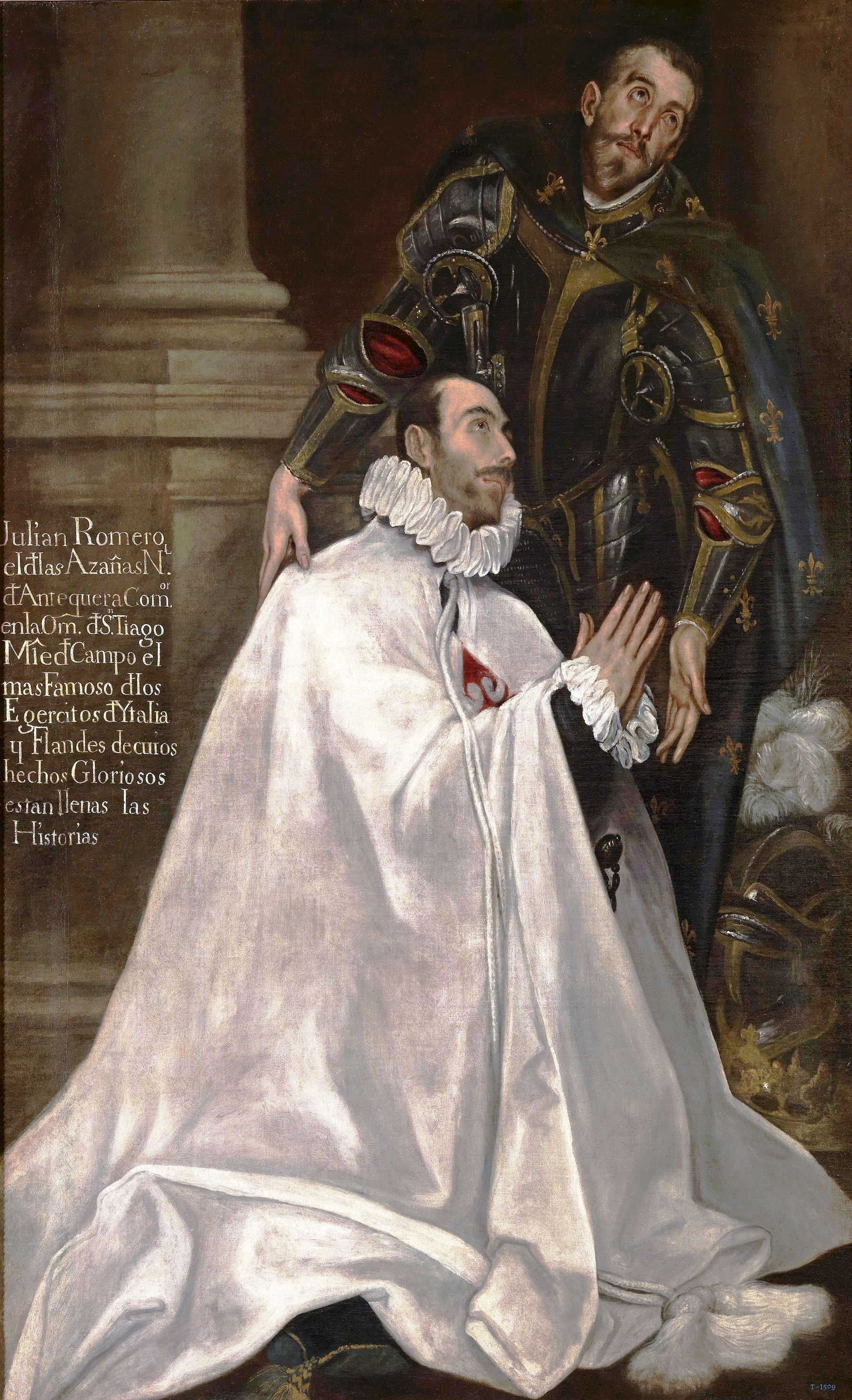
La tela del manteo blanco de San Julián se ha identificado como burato

Es el periodo de tiempo que abarca gran parte de los siglos XVI y XVII, el manteo clerical era una capa larga con capilla (esclavina), abrochada por delante con un botón. Se distinguían dos clases de prendas con este nombre:
- Manteo o capa clerical para estudiantes y personas de luto, a juego con la loba, la sotana, etc.
- Manteo o capa usado por los próceres de la caza, viajeros, bandoleros.

Estos manteos estaban confeccionados en paño o fieltro con guarniciones de terciopelo y la esclavina, a veces, de otro tejido. 
En el siglo XVII el manteo de monte seguía en vigor. Lope de Vega pone en boca de un bandolero estas palabras: «Con el manteo la espada, pues es largo, encubriré»
Pero los manteos clericales y los mantos de los caballeros de las órdenes militares así como los mantos capitulares se hacían con burato, un tejido hecho de seda (el pie) y lana fina (la trama).

### Inventarios
En el inventario de la duquesa del Infantado que se hizo en 1624 constan tres manteos de monte. Uno de ellos se describe así: «Un manteo de paño, de monte, con una tira de terciopelo».

## En la literatura
La literatura española e hispanoamericana, rica en clérigos y eclesiásticos variopintos, ofrece descripciones del uso del manteo en ese ámbito, como esta que «Clarín» hace en el capítulo II de La Regenta:

"El Arcipreste olvidaba de buena fe que él nunca había bailado más que con alguna silla. Eso sí; allá, cuando seminarista, había sido gran tañedor de flauta y bailarín sin pareja. De todas maneras, figurándose con la abundante y poética fantasía que Dios le había dado, los rigodones en que había lucido garbo y talle, solía, en petit comité —según decía— terciar el manteo, colocar la teja debajo del brazo, levantar un poco la sotana y bailar unos solos muy pespunteados y conceptuosos, llenos de piruetas, genuflexiones y hasta trenzados."